# 中国麻雀

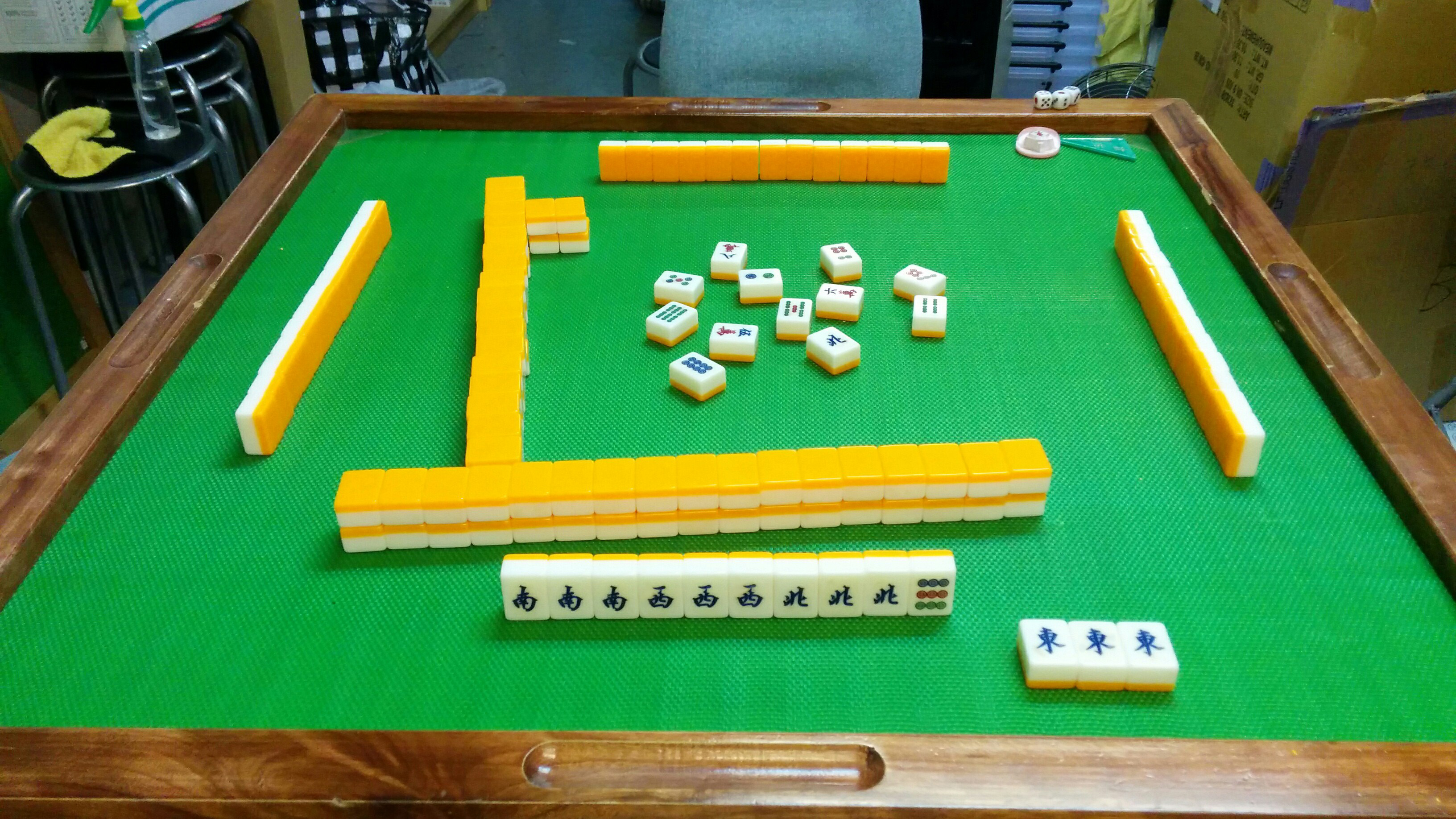
摸打中の中国麻雀

中国麻雀（ちゅうごくマージャン）とは中国で遊ばれている麻雀であり、中国語では麻将と呼ばれる。日本においては中国麻将、ちゅんまなどと呼ばれることも多い。
日本と同様に様々なローカルルールが存在するが、ここでは中国政府認定の国際公式ルールについて解説する。中国国内では、「国標麻将」（国标麻将、guó biāo má jiàng/グオビャオマーヂャン）と呼ばれている。

## 制定の経緯
国際公式ルールは1998年1月、中国の政府機関である国家体育総局が麻雀を255番目の体育種目として認定したのを受けて同年9月に制定された正式のルールである。中国にも日本と同様に地方によって様々なローカルルールが存在するが、それらをまとめ役を絞ることによって作られた中国麻雀の集大成とも言うべきルールであると言える。
ルールを制定した目的の一つが、世界選手権などの国際大会の開催であった（北京オリンピックなどのスポーツ大会にマインドスポーツの一競技として採用を目指していたともいわれている）。日本でもいくつかの有力な麻雀団体がこの動きに賛同。国際公式ルールと銘打ち日本語によるルールブックの出版、各地での教室開設、大会の開催などがされるようになった。
ただ国際公式と称しても中国国外にはほとんど浸透しておらず、現在のところは中国統一ルールと呼ぶのが適切な状況である。従って、以下の解説では簡単に中国ルールと呼ぶことにする。

### ルールの歴史
2006年、世界麻将組織によって麻将競賽規則（麻雀競技規則の意）が制定され役の点数や複合の可否にいくつか変更があった。これは厳密にいえば中国麻将競賽規則を基にして新たに作られたルールであり、正式な改訂とはいえない。それゆえ中国国内でも採用していない団体・大会もある。しかし2007年のヨーロッパ選手権および同年の世界選手権で採用され日本でも比較的大きな大会で採用されている実績があることから、日本では最新の中国ルールとして認識されていることが多い。
2014年に麻将競賽規則が改定され、役名の一部変更のほか、「国際麻雀競技初級規則」という初級簡易ルールが新設された。通常中国ルールと比較して、採用役が大幅に縮小される、和了条件の8点縛りが6点縛りになる、他家和了時に必ず支払う8点が廃止されるなどの変更点がある。以下、初級ルールと呼ぶことにする。

## 日本麻雀との違い
同じ麻雀であっても日本の一般的なルールとは大きく違い、全く別のゲームと言ってもよい。以下、その相違点を挙げる。

### 進行の違い
- 日本ルールでは34種136枚の牌を使うが、中国ルールではそれに加えて8枚の花牌を使う。
- 和了時の発声は、ツモ/ロンに関係なく「和（フー）」である。複数人から和了が宣告された場合、和了の権利は頭ハネ。
- 日本ルールは半荘制だが中国ルールは一荘制、すなわち東場から北場まで16局行う。場が変わる時に、席替えを行う。親の連荘はない。
- フリテンはなく、8点以上あるならばいつ何であがっても構わない。食い替えも自由。
- ドラ・王牌はなく、山は最後の1枚までツモる。王牌自体がないため、嶺上牌を山から取る。
- 九種九牌・四風子連打・四開槓などの途中流局はない（日本麻雀においても、途中流局を採用していない団体はいくつか存在する）。
- 暗槓は4牌全て伏せて行う。局の終了時に初めて開示される。
- 牌山を全て取り切って誰もあがれず流局しても、テンパイであるかどうかの確認は行わない（暗槓された牌の開示はする）。ノーテン罰符の収支も行わない。
- 錯和が起こったときも続行できれば続行する。
- 錯和の罰は10点オールの罰符と、あがり放棄である。
- 鳴きの間違い、見せ牌などの規定についても統一ルール内に明確に定められている。
- 評価基準としては、標準分/テーブルポイントなどと呼ばれる順位点が設定されている。1位から順に4,2,1,0の点数が割り振られており、大会の順位なども順位点のみの合計で決定する（順位点による評価で同点の場合に、素点の合計で優劣を決めることが多い）。

### 点数計算の違い
- 日本ルールでは点数を符と飜で計算するが、中国ルールでは「点」を使う。役にはそれぞれ点数が定まっており、その単純な足し算によって計算される。
- 上記のような点数計算である故に、点数のやりとりに点棒を用いない。点数は帳簿に記入して記録する。
- 日本ルールは1飜縛りだが、中国ルールは8点縛りである。すなわち8点以上の手でなければあがれない。
- 日本ではロンあがりの場合は放銃者の一人払い（責任払い）だが中国ルールでは放銃者は8点+あがり点を払い、他の2人も8点支払う。またツモあがりの場合は3人とも8点+あがり点を払う。すなわちツモあがりはロンあがりの3倍近い点数が得られることになる。
- 点の収支に親子の区別は存在しない。

### 役の違い
- 日本ルールの役は30種類ほどだが、中国ルールの役は81種類ある。日本では符計算に使うような待ちの形や門前ロンといったものも役であるし、日本では馴染みのないような役も多数ある。
- 日本ルールの満貫のような点数打ち切りはない。可能性のある役はすべて数えて計算する。日本ルールにおける役満貫相当の88点役、64点役についても同様である。
- 食い下がりはない。門前であること自体が条件である役を除いては、門前でもそうでなくとも点は変わらない。全求人・無番和など副露が必要な役も存在する。
- 日本麻雀における平和・一盃口・二盃口のような、「形自体は副露してもできるが、門前が条件である役」はなく、門前役はすべて「そもそも副露できない役」である。
  - 九蓮宝燈は「形自体は副露してもできる」形で和了できる可能性があるが、中国麻雀では9面待ち（純正九連宝燈）でないと役として認められないため（後述）門前役となる。（日本麻雀では9面待ちでなくてもよいルールとするのが一般的であり、代わって九蓮宝燈を門前役と規定している）
- リーチはない。よってそれに付随する役（一発やダブルリーチ）も存在しない。
- 天和、地和はない。
- 九蓮宝燈は9面待ち（純正九連宝燈）のみが個別の役と扱われ、そうでなければ清一色とその他の役を加算するのみとなる。
  - 9面待ち以外で九蓮宝燈の和了形になっても、一度牌を切って9面待ちでテンパイし直すという手段は可能。（フリテンが存在しないので、出あがりも可能）
- 混全帯么九と純全帯么九は区別していない。純全帯么九の形の場合、最低でも6点にはなる（4面子がすべて順子なら平和が複合、4面子に1つでも刻子か槓子があれば無字・幺九刻が複合するため）。
- 二盃口に相当する役はない（大抵は七対の24点となる）。
- 平和は順子4組で雀頭が数牌であればなんでもよく、待ちもリャンメン待ちでなくてもよい。副露していてもよい。字牌自体を使用できないため、混一色とは複合しない（日本ルールは客風牌が雀頭であれば複合する）。
- 海底撈月と嶺上開花に相当する役は複合する。

### 国内での解釈
上に挙げた日本のルールとの違いのうち、用具に関するものやゲームの本質に関係ないものは日本国内で多少異なったルールが使われることがある。以下にそのような点を挙げる。なお言い切りの形で述べているが、日本国内では必ずそうであるという意味ではない。
- 日本麻雀と同様に点棒を用いる。100点棒を1点として扱う（他の点棒も同比率で変換する）。
- 花牌が用意できないときは、使用しない。その場合、花牌役はなくなる。
- 評価基準として、素点+ウマを使用する。
- 時間や起家マークなどの制約で、半荘単位で行う。
- 錯和やその他の罰則を、日本麻雀の慣例に則ったものに変更する。
- 役の点数はすべて合計ではなく、88点で打ち切る（満貫制）。このとき、1局で得られる点数は最大288点となる。

## 役

### 計算法
- 基本は複合した役の点数の単純な足し算である。例えば以下の牌姿は花龍(8)+門前清(2)+無字(1)+坎張(1)の12点である。(和絶張や海底撈月等特殊な状況を考慮しない場合、以下同様)

      ロン
- 役が付いたとき、その役に必ず含まれる役は計算しない。例えば七対は門前役で必ず単騎待ちであるため門前清、単調将は計算しない（2006年ルール以前は不求人の複合も認められなかった）。
- 牌姿が同じでもあがり形が異なるような場合は合計点数が最も高くなる組み合わせを採用する。

  ツモ
上記の場合、一色三節高(24)・三暗刻(16)・不求人(4)・断幺(2)の46点ではなく一色三同順(24)・全帯五(16)・不求人(4)・平和(2)・喜相逢(1)の47点。
  ツモ
上記の場合、一色三同順(24)・不求人(4)・平和(2)・断幺(2)の32点ではなく一色三節高(24)・三暗刻(16)・不求人(4)・断幺(2)の46点。
- 既に役に使用した面子同士で役を計上することはできない。

A B C D 雀頭
上記の牌姿はABの組で一般高・ACの組で喜相逢である。BCの組でも喜相逢であるが、BもCも既に他の面子と組み合わせているため、BCの喜相逢は認められない。同様にAD・BDで連六であるが、Dと組み合わせられるのは1回のみ。確定役は断幺(2)・平和(2)・一般高(1)・喜相逢(1)・連六(1)・缺一門(1)の8点。
A B C D 雀頭
上記の牌姿はABCの組で清龍である。まだ使用されていないDの面子はAと老少副・Bと連六・Cと一般高のいずれか1つだけ組み合わせることができる。どの取り方をしても1点なので合計点数に違いはない。ABCの組・ABDの組で清龍を2回作ることもABの組が重複するため認められない。DをAと組み合わせた場合の確定役は清一色(24)・清龍(16)・平和(2)・老少副(1)で43点。
A B C D 雀頭
上記の牌姿はABの組で老少副・ACの組で喜相逢・BDの組で喜相逢・CDの組で老少副となるが、AB・AC・BDの3種類でABCD全ての面子を使用したことになり、残るCDの組み合わせは認められない(点が高くなるように組み合わせるためAB・CDの2種類では取らない)。AB・AC・BDで取った場合の確定役は全帯幺(4)・平和(2)・喜相逢(1x2)・老少副(1)で9点。AB・AC・CDのような取り方もできるが、1点役の取り方が喜相逢(1x2)・老少副(1)から喜相逢(1)・老少副(1x2)に変わるだけで合計点数に違いはない。
- 既に役に使用した面子を同じ役に含めることはできない。三色三節高・三色三歩高は下記のように2回考えられるような牌姿であっても、加算は1回のみ。

A B C D 雀頭
上記の牌姿はBCの組が重複するため三色三節高を2回数えることはできない。確定役は三色三節高(8)・碰碰和(6)・断幺(2)で16点。
A B C D 雀頭
上記の牌姿もBCの組が重複するため三色三歩高を2回数えることはできないが、この場合はADで連六を数えることができる。確定役は三色三歩高(6)・平和(2)・断幺(2)・連六(1)で11点。
- ただし、刻子系の部分役は別の役で計上した刻子でも成立する。
- 四帰一・双同刻・幺九刻は複数あればその分加算できる。連六・喜相逢・一般高・老少副も同様だが、上から4番目の条件を考慮する必要がある。

     
四帰一は最大3回加算可能。確定役は清一色(24)・小于五(12)・四帰一(2x3)・平和(2)・一般高(1x2)で46点。
    
双同刻は最大2回、幺九刻は最大4回加算可能。確定役は碰碰和(6)・双同刻(2x2)・幺九刻(1x4)・無字(1)で15点。
- 待ちによる役は複数候補があっても加算は1種類のみ。

   他確定3面子
このような待ちの場合、辺張・単調将のどちらか。
   他確定3面子
このような待ちの場合、坎張・単調将のどちらか。
- 1回のあがりでの最高点数は東場東家の場合以下の牌姿。門風刻＝圈風刻となることが条件で、雀頭は客風牌であればどれでもよい。またツモあがりの牌が山の最後かつ槓で補充したものであることが必要。

      山の最終牌かつ槓の補充牌をツモ  花牌：春・夏・秋・冬・梅・蘭・菊・竹
上記の牌姿は大三元(88)・四槓(88)・字一色(64)・四暗刻(64)・槓上開花(8)・妙手回春(8)・門風刻(2)・圈風刻(2)・花牌(1x8)で332点。これをあがった場合、340点を他3人から受け取り一度に1020点を得る。
ここで暗槓は便宜上日本麻雀と同様に表示しているが、実際には全て伏せて行い、局終了後に公開される。

### 88点役

#### 大四喜
（簡体字：大四喜、読み：dà sì xǐ/ダースーシー、英語名：Big Four Winds）
4組の風牌の刻子（槓子でもよい）を含む手。圏風刻・門風刻・三風刻・碰碰和・幺九刻は複合しない。日本の大四喜に相当する（当初は大四喜、2006年に四風会へ役名変更、2011年頃に大四風会に役名変更、2014年に大四喜へ役名変更（もとに戻る））。
    
これは混幺九・混一色と複合。
    
これは字一色と複合。

#### 大三元
（簡体字：大三元、読み：dà sān yuán/ダーサンユェン、英語名：Big Three Dragons）
3組の三元牌の刻子（槓子でもよい）を含む手。箭刻・双箭刻は複合しない。日本の大三元に相当する。
    
これは全帯幺・缺一門と複合。
    
これは字一色と複合。局の風によって圏風刻、門風刻が複合する。

#### 緑一色
（簡体字：绿一色、読み：lǜ yī sè/リューイーソー、英語名：All Green）
牌画が緑のみである牌  のみで構成された手。日本の緑一色に相当する。
    
これは混一色・四帰一・箭刻と複合。
    
これは清一色・一色三節高・碰碰和・断幺と複合。

#### 九蓮宝燈
（簡体字：九莲宝灯、読み：jiŭ lián bǎo dēng/ヂューリェンボードン、英語名：Nine Gates）
門前で1種類の牌で1112345678999の形からあがった手。清一色・幺九刻は複合しない。日本の純正九連宝燈に相当する。
    
これは四帰一・清龍と複合。
    
これは双暗刻・連六と複合。

#### 四槓
（簡体字：四杠、読み：sì gàng/スーガン、英語名：Four Kongs）
4つの槓を含む手。明槓・雙明槓・三槓・碰碰和・単調将は複合しないが、暗槓の数により1つなら暗槓､2つなら雙暗槓、3つなら三暗刻､すべて暗槓なら四暗刻が複合する｡日本の四槓子に相当する。
    
これは全大・三色三節高・双同刻・幺九刻2つと複合。
    
これは混幺九・三同刻・五門斉・箭刻と複合。

#### 連七対
（簡体字：连七对、読み：lián qī duì/リェンチードイ、英語名：Seven Shifted Pairs）
1種類の数牌で7連続の数で作られた対子の手。七対・清一色・門前清・単調将は複合しない。日本の大車輪に相当するが、日本の一般的な大車輪と違い、萬子や索子も使用できる他、1～7や3～9の形でも良い。
      
(複合役なし)
      
これは断幺と複合。日本ルールの一般的な大車輪はこのパターン。

#### 十三幺
（簡体字：十三幺、読み：shí sān yāo/シーサンヤオ、英語名：Thirteen Orphans）
么九牌13種を各1枚と、そのいずれかを対子にした手。五門斉・門前清・単調将は複合しない。日本の国士無双に相当する。

### 64点役

#### 清幺九
（簡体字：清幺九、読み：qīng yāo jiŭ/チンヤオヂュー、英語名：All Terminals）
老頭牌のみで構成された碰碰和。無字・幺九刻・碰碰和は複合しない。日本の清老頭に相当する。
    
これは双同刻2つと複合｡
      
日本の麻雀では一般的にはこの形は認められない (七対子において同種の対子2組という形は不可) が、中国麻雀では七対、四帰一と複合した形として認められている。
厳密な定義に従えば、この手は清幺九として認められないが、特例として七対複合を認める場合がある。他にも字一色・混幺九といった、清幺九と同様に特定の種類の牌のみで碰碰和を構成する役については、特例として七対複合を認める場合がある。七対複合を認めない場合は、これは七対・全帯幺・四帰一・無字になる。

#### 小四喜
（簡体字：小四喜、読み：xiǎo sì xǐ/シャオスーシー、英語名：Little Four Winds）
3組の風牌の刻子（槓子でもよい）と風牌の雀頭を含む手。三風刻は複合しない。日本の小四喜に相当する（当初は小四喜、2006年に小四風会へ役名変更、2014年に小四喜へ役名変更（もとに戻る））。
    
これは混一色・碰碰和と複合。局の風によって圏風刻、門風刻、幺九刻が複合する。

#### 小三元
（簡体字：小三元、読み：xiǎo sān yuán/シャオサンユェン、英語名：Little Three Dragons）
2組の三元牌の刻子（槓子でもよい）と三元牌の雀頭を含む手。箭刻、双箭刻は複合しない。日本の小三元に相当する。
    
これは混幺九・缺一門・双同刻と複合。

#### 字一色
（簡体字：字一色、読み：zì yī sè/ヅーイーソー、英語名：All Honors）
字牌のみで構成された碰碰和。碰碰和・么九刻は複合しない。日本の字一色に相当する。
    
これは双箭刻と複合。局の風によって圏風刻、門風刻が複合する。

#### 四暗刻
（簡体字：四暗刻、読み：sì àn ke/スーアンコ、英語名：Four Concealed Pungs）
4組の暗刻(暗槓でもよい)を含む手。三暗刻・碰碰和・門前清は複合しない。日本の四暗刻に相当する。

#### 一色雙龍会
（簡体字：一色雙龙会、読み：yī sè shuang long hui/イーソーシュヮンロンフィ、英語名：Pure Terminal Chows）
1種類の牌で老少副2組と5の雀頭を作る手。清一色・平和・一般高・老少副は複合しない。
    

### 48点役

#### 一色四同順
（簡体字：一色四同順、読み：yī sè sì tóng shùn/イーソースートンシュン、英語名：Quadruple Chow）
同色かつ同数の順子4つを含む手。一色三同順・四帰一は複合しない。日本の一色四順に相当する。
    
これは緑一色・清一色・平和・断幺と複合。

#### 一色四節高
（簡体字：一色四節高、読み：yī sè sì jié gāo/イーソースーヂェガオ、英語名：Four Pure Shifted Pungs）
同色で数が連続した4つの刻子（槓子でもよい）を含む手。 一色三節高・碰碰和は複合しない。日本の四連刻に相当する。
    
これは四槓・四暗刻・清一色・推不倒・幺九刻と複合。ここで暗槓は便宜上日本麻雀と同様に表示しているが、実際には全て伏せて行い、局終了後に公開される。

### 32点役

#### 一色四歩高
（簡体字：一色四步高、読み：yī sè sì bù gāo/イーソースーブガオ、英語名：Four Shifted Chows）
同色で数字が1か2ずつ連続してずれた順子4つを含む手。一色三歩高・連六・老少副は複合しない。
    
これは清一色・四帰一・平和・断幺と複合。
    
これは平和・缺一門と複合。

#### 三槓
（簡体字：三杠、読み：sān gàng/サンガン、英語名：Three Kongs）
3つの槓を含む手。明槓・雙明槓は複合しないが暗槓があれば1つで暗槓、2つで雙暗槓、3つで三暗刻が複合する。日本の三槓子に相当する。
    
これは小于五・三色三節高・碰碰和・断幺と複合。

#### 混幺九
（簡体字：混幺九、読み：hùn yāo jiŭ/フンヤオヂュー、英語名：All Terminals And Honors）
么九牌のみで構成された碰碰和。幺九刻・碰碰和は複合しない。日本の混老頭に相当する。
    
これは三同刻・箭刻・五門斉と複合。

### 24点役

#### 七対
（簡体字：七对、読み：qī duì/チードイ、英語名：Seven Pairs）
対子7つで構成された手。4枚使いも可（後述する「四帰一」が複合する）。門前清・単調将は複合しない。日本の七対子に相当する。初級ルールでも採用。
      
これは五門斉と複合。
      
これは緑一色・清一色・断幺・推不倒・四帰一2つと複合。七対の緑一色複合形は使用可能牌が6種類であり必ず4枚使いを含むため、四帰一は１組減算される。

#### 七星不靠
（簡体字：七星不靠、読み：qī xīng bù kào/チーシンブカオ、英語名：Greater Honors and Knitted Tiles）
字牌7種を1枚ずつと、3種類の数牌で147・258・369の組の中から7枚の14枚で構成された手。全不靠・五門斉・門前清・単調将は複合しない。

#### 全雙刻
（簡体字：全雙刻、読み：quán shuāng ke/チュェンシュヮンコ、英語名：All Even Pungs）
偶数の数牌のみで作られた碰碰和。碰碰和・断幺は複合しない。
    
これは推不倒・双同刻と複合。

#### 清一色
（簡体字：清一色、読み：qīng yī sè/チンイーソー、英語名：Full Flush）
1種の数牌のみで作られた手。無字は複合しない。日本の清一色に相当する。初級ルールでも採用。
    
これは清龍・一般高・四帰一・平和と複合。

#### 一色三同順
（簡体字：一色三同顺、読み：yī sè sān tóng shùn/イーソーサントンシュン、英語名：Pure Triple Chow）
同色かつ同数の順子3つを含む手。一般高は複合しない。日本の一色三順に相当する。
    
これは全小・全帯幺・平和・缺一門・喜相逢と複合。

#### 一色三節高
（簡体字： 一色三节高、読み：yī sè sān jié gāo/イーソーサンヂェガオ、英語名：Pure Shifted Pungs）
同色で数が連続した3つの刻子（槓子でもよい）を含む手。日本の三連刻に相当する。
    
これは混一色・四帰一と複合。

#### 全大
（簡体字：全大、読み：quán dà/チュェンダー、英語名：Upper Tiles）
数牌の7・8・9のみで構成された手。大于五は複合しない。
    
これは三色三同順・平和・一般高・全帯幺と複合。

#### 全中
（簡体字：全中、読み：quán zhōng/チュェンヂュン、英語名：Middle Tiles）
数牌の4・5・6のみで構成された手。断幺は複合しない。
    
これは碰碰和・三色三節高・双同刻と複合。

#### 全小
（簡体字：全小、読み：quán xiǎo/チュェンシャオ、英語名：Lower Tiles）
数牌の1・2・3のみで構成された手。小于五は複合しない。
    
これは一色四同順・推不倒・平和と複合。

### 16点役

#### 清龍
（簡体字：清龙、読み：qīng lóng/チンロン、英語名：Pure Straight）
1種類の数牌の123・456・789の順子3つを含む手。日本の一気通貫に相当する。初級ルールでも採用。
    
これは平和・缺一門・喜相逢と複合。

#### 三色雙龍会
（簡体字：三色雙龙会、読み：sān sè shuāng lóng huì/サンソーシュヮンロンフィ、英語名：Three-Suited Terminal Chows）
2種類の数牌で老少副を作り、残りの色で5の雀頭を作った手。平和・老少副・喜相逢は複合しない。
    

#### 一色三歩高
（簡体字：一色三步高、読み：yī sè sān bù gāo/イーソーサンブガオ、英語名：Pure Shifted Chows）
同色で数字が1か2ずつ連続してずれた順子3つを含む手。初級ルールでも採用。
    
これは全帯五・平和・喜相逢と複合。
    
これは清一色・平和・一般高と複合。

#### 全帯五
（簡体字：全带五、読み：quán dài wŭ/チュェンダイウー、英語名：All Fives）
全ての面子と頭に5を含む手。断幺は複合しない。初級ルールでも採用。
    
これは全中・三色三同順・平和・一般高と複合。

#### 三同刻
（簡体字：三同刻、読み：sān tóng ke/サントンコ、英語名：Triple Pung）
3種類の数牌で同数の刻子3つを含む手。双同刻は複合しない。日本の三色同刻に相当する。
    
これは全双刻・全中と複合。

#### 三暗刻
（簡体字：三暗刻、読み：sān àn ke/サンアンコ、英語名：Three Concealed Pungs）
3組の暗刻を含む手。 双暗刻は複合しない。日本の三暗刻に相当する。

### 12点役

#### 全不靠
（簡体字：全不靠、読み：quán bù kào/チュェンブカオ、英語名：Lesser Honors and Knitted Tiles）
字牌と、3種類の数牌で147・258・369の組の中から1枚ずつ14枚で構成された手。五門斉・門前清・単調将は複合しない。初級ルールでも採用。

（複合役なし）

これは組合龍と複合。

#### 組合龍
（簡体字：组合龙、読み：zŭ hé lóng/ヅーハーロン、英語名：Knitted Straight）
3種類の数牌の147・258・369の組を含む手。3つの順子としても、全不靠の一部としても扱える。組合龍を構成する順子のどれかで待つ場合、他の順子の坎張・辺張や雀頭の単騎と重なるような待ち方であっても待ちによる役はつかない。
      
これは平和と複合。この場合は七萬の一種待ちであるが、789萬の順子が完成していて組合龍で足りない七萬とも捉えられるため辺張は複合しない。
      
これは四帰一・平和と複合。この場合は五索の一種待ちであるが、雀頭と456索の順子が完成していて組合龍で足りない五索とも捉えられるため単調将・坎張は複合しない。
      
これは五門斉・箭刻と複合。この場合は西の一種待ちで組合龍の組と被らないため、単調将が複合する。

#### 大于五
（簡体字：大于五、読み：dà yú wŭ/ダーユーウー、英語名：Upper Four）
数牌の6・7・8・9のみで構成された手。無字は複合しない。初級ルールでも採用。
    
これは一色四同順・平和・缺一門と複合。

#### 小于五
（簡体字：小于五、読み：xiǎo yú wŭ/シャオユーウー、英語名：Lower Four）
数牌の1・2・3・4のみで構成された手。無字は複合しない。初級ルールでも採用。
    
これは清一色・一色四同順・推不倒・平和と複合。

#### 三風刻
（簡体字：三风刻、読み：sān fēng kè/サンフォンコ、英語名：Big Three Winds）
3組の風牌の刻子（槓子でもよい）を含む手。初級ルールでも採用。
    
これは混一色・全帯幺と複合。局の風によって圏風刻、門風刻が複合する。
    
これは字一色・箭刻と複合。局の風によって圏風刻、門風刻が複合する。

### 8点役

#### 花龍
（簡体字：花龙、読み：huā lóng/ホヮロン、英語名：Mixed Straight）
3種類の数牌で123・456・789の順子3つを含む手。三色一通。日本においては同等のローカル役に三色通貫がある。初級ルールでも採用。
    
これは一般高・平和と複合。

#### 推不倒
（簡体字：推不倒、読み：tuī bù dǎo/トイブダオ、英語名：Reversible Tiles）
牌画が点対称な牌  のみで構成された手。缺一門は複合しない。
    
これは双同刻・無字・幺九刻2つと複合。
      
これは清一色・七対と複合。

#### 三色三同順
（簡体字：三色三同顺、読み：sān sè sān tóng shùn/サンソーサントンシュン、英語名：Mixed Triple Chow）
3種類の数牌で同数の順子3つを含む手。日本の三色同順に相当する。初級ルールでも採用。
    
これは平和・連六と複合。

#### 三色三節高
（簡体字：三色三节高、読み：sān sè sān jié gāo/サンソーサンヂェガオ、英語名：Mixed Shifted Pungs）
3種類の数牌で数字の連続した刻子3つを含む手。日本でもローカル役に三色連刻がある。
    
これは全大・碰碰和・双同刻・幺九刻と複合。
    
このような牌姿でも三色三節高を2回計上することはできない。

#### 無番和
（簡体字：无番和、読み：wú fān hú/ウーファンフー、英語名：Chicken Hand）
花牌以外の役が一切付かないときに付く役。具体的には、3色の数牌を使った4面子と字牌の雀頭を作り、多面待ちで出あがりする必要がある。もちろん面子で構成される役があってはならない。
       出あがり
（海底撈月・搶槓和・和絶張が付かない状況で）
（解説）
- 自摸あがりは不可。
- 出あがりでも門前の状態や4面子を全て吃・碰している状態は不可。
- 4面子はすべて数牌かつ3種類とも必須で、雀頭は字牌でなければならない。
  - 面子を字牌で構成すると、幺九刻（あるいはその上位役）が付くので不可。
  - 数牌が3種類揃っていないと、缺一門（あるいはその上位役）が付くので不可。
  - 雀頭が字牌でないと、（4面子が数牌しかないので）無字が付くので不可。
- あがりは2面以上の待ちが必須。
  - 辺張・嵌張（坎張）・単騎（単調将）の一面待ちはそれにより1点が付くため当然不可だが、両面待ち・双碰待ちが一面待ちとなる場合についても四帰一が成立するため不可。
  - 雀頭が字牌でないとならないため、2面以上の待ちでもノベタンは不可。
  - 双碰待ちの場合は字牌と数牌の待ちである必要があり、かつ数牌のほうで出あがりする必要がある。
- 槓子や4枚使いは不可。暗刻は中張牌かつ1面子まで。
- 中張牌以外の刻子は不可。
- 手牌で構成される以下の役（やその上位役）が出現しないこと。双同刻・双暗刻・碰碰和・三色三節高・一色三節高・一般高・喜相逢・連六・老少副・三色三歩高・一色三歩高・花龍・清龍
- 和了の状況による以下の役が出現しないこと。海底撈月・搶槓和・和絶張（前2つは8点役なのでそれだけでもあがれるが和絶張の場合は点数が足りない可能性がある。）

#### 妙手回春
（簡体字：妙手回春、読み：miào shŏu huí chūn/ミャオショーフィチュン、英語名：Last Tile Draw）
山の最後の牌でツモあがりする。自摸は複合しない。日本の海底撈月に相当する。

#### 海底撈月
（簡体字：海底捞月、読み：hǎi dǐ lāo yuè/ハイディラオユエ、英語名：Last Tile Claim）
山の最後の牌を引いた人が捨てた牌でロンあがりする。日本の河底撈魚に相当する。日本とは定義がねじれている。

#### 槓上開花
（簡体字：杠上开花、読み：gàng shàng kāi huā/ガンシャンカイホヮ、英語名：Out With Replacement Tile）
槓したときの嶺上牌でツモあがりする。槓の点数は加算できる。花牌の補充牌の場合はこの役はつかない。自摸は複合しない。日本の嶺上開花に相当するが、嶺上牌が山の最後牌である場合に槓上開花・妙手回春と役を複合できる点が異なる（日本では嶺上開花のみ）。初級ルールでも採用。

#### 搶槓和
（簡体字：抢杠和、読み：qiǎng gàng hú/チャンガンフー、英語名：Robbing The Kongs）
相手が加槓した牌をロンする。和絶張は複合しない。日本の搶槓に相当する。初級ルールでも採用。

#### 雙暗槓
（簡体字：雙暗杠、読み：shuāng àn gàng/シュヮンアンガン、英語名：Two Concealed Kongs）
暗槓2つ以上を含む手。暗槓や雙暗刻は複合しないが他に暗刻があれば三暗刻などが複合する。（当初は6点役、2006年に点数変更）

### 6点役

#### 碰碰和
（簡体字：碰碰和、読み：pèng pèng hú/ポンポンフー、英語名：All Pungs）
4組の刻子（槓子でもよい）と雀頭で構成された手。日本の対々和に相当する。初級ルールでも採用。
    
これは一色三節高・双同刻・推不倒と複合。

#### 混一色
（簡体字：混一色、読み：hùn yī sè/フンイーソー、英語名：Half Flush）
字牌と1種類の数牌のみで構成された手。日本の混一色に相当する。初級ルールでも採用。
    
これは箭刻・老少副と複合。

#### 三色三歩高
（簡体字：三色三步高、読み：sān sè sān bù gāo/サンソーサンブガオ、英語名：Mixed Shifted Chows）
3種類の数牌で数字が1ずつ連続してずれた順子3つを含む手。一色三歩高とは異なり、2ずつ連続している順子は認められない。初級ルールでも採用。
    
これは全帯五・四帰一と複合。
    
このような牌姿でも三色三歩高を2回計上することはできない。

#### 五門斉
（簡体字：五门齐、読み：wŭ mén qí/ウーメンチー、英語名：All Types）
萬子・筒子・索子・風牌・三元牌の全てを使った手。七対の形でもよい。初級ルールでも採用。
    
これは全帯幺・箭刻・喜相逢と複合。

#### 全求人
（簡体字：全求人、読み：quán qiú rén/チュェンチューレン、英語名：Melded Hand）
全ての面子をポン・チー・明槓で作り、裸単騎でロンあがりした手。単調将は複合しない。
  ロン            
これは無字・明槓と複合。

#### 双箭刻
（簡体字：双箭刻、読み：shuāng jiàn kè/シュヮンヂェンコ、英語名：Two Dragon Pungs）
三元牌の刻子を2つ含む手。箭刻は複合しない。初級ルールでも採用。
    
これは喜相逢・缺一門と複合。

### 4点役

#### 全帯幺
（簡体字：全带幺、読み：quán dài yāo/チュェンダイヤオ、英語名：Outside Hand）
全ての面子と頭に么九牌を含む手。日本の純全帯么九・混全帯么九に相当する。字牌が含まれているか否かは中国麻雀では区別しないが字牌がなければ無字もしくは平和と複合する。
    
これは箭刻・幺九刻・缺一門と複合。
    
これは喜相逢・老少副・幺九刻・無字と複合。

#### 不求人
（簡体字：不求人、読み：bù qiú rén/ブチューレン、英語名：Fully Concealed）
ポン・チー・明槓をせずツモあがりした手。自摸は複合しない。十三幺・全不靠・七対の形でも付く。日本の門前ツモに相当する。初級ルールでも採用。

#### 双明槓
（簡体字：双明杠、読み：shuāng míng gàng/シュヮンミンガン、英語名：Two Melded Kongs）
明槓2つ、または明槓と暗槓を1つずつ含む手。後者の場合は暗槓が複合する。
      
これは断幺・暗槓と複合。

#### 和絶張
（簡体字：和绝张、読み：hú jué zhāng/フーヂュエヂャン、英語名：Last Tile）
場に既に3枚晒されている牌であがった手。この場合の場とは捨牌だけでなく自家・他家の副露牌を含む。初級ルールでも採用。
    ロン   
これは四帰一・連六・缺一門と複合。

### 2点役

#### 箭刻
（簡体字：箭刻、読み：jiàn kè/ヂィェンコ、英語名：Dragon Pung）
三元牌の刻子。日本の飜牌に相当する。初級ルールでも採用。
    
これは一色三歩高・推不倒・混一色と複合。
    
これは緑一色・混一色・一般高と複合。

#### 圈風刻
（簡体字：圈风刻、読み：quān fēng kè/チュェンフォンコ、英語名：Prevalent Wind）
圏風牌の刻子。日本の飜牌に相当する。
西場の南家
    
これは碰碰和・幺九刻と複合。

#### 門風刻
（簡体字：门风刻、読み：mén fēng kè/メンフォンコ、英語名：Seat Wind）
門風牌の刻子。日本の飜牌に相当する。
北場の北家
    
これは五門斉・圈風刻と複合。

#### 門前清
（簡体字：门前清、読み：mén qián qīng/メンチィェンチン、英語名：Concealed Hand）
四面子一雀頭の形で、ポン・チー・明槓をしていない門前ロン。初級ルールでも採用。

#### 平和
（簡体字：平和、読み：píng hú/ピンフー、英語名：All Runs）
4つの順子を含み、頭が数牌の手。無字は複合しない。日本の平和に相当する。両面待ちでなくともよく鳴いていてもよいが、頭は字牌ではいけない（客風牌も不可）という点が異なる。
    
これは三色三歩高・老少副と複合。

#### 四帰一
（簡体字：四归一、読み：sì guī yī/スーグィイー、英語名：Tile Hog）
槓子にせずに同種の牌を4枚使った手。初級ルールでも採用。
    
これは四帰一が2つに断幺・喜相逢・缺一門と複合。
      
これは四帰一が3つに七対と複合。

#### 双同刻
（簡体字：双同刻、読み：shuāng tóng kè/シュヮントンコ、英語名：Double Pung）
同じ数の刻子を2つ含む手。二色同刻。初級ルールでも採用。
    
これは双同刻が2つに碰碰和・断幺と複合。

#### 双暗刻
（簡体字：双暗刻、読み：shuāng àn kè/シュヮンアンコ、英語名：Two Concealed Pungs）
暗刻を2つ含む手。初級ルールでも採用。

#### 暗槓
（簡体字：暗杠、読み：àn gàng/アンガン、英語名：Concealed Kong）
暗槓を含む手。初級ルールでも採用。

#### 断幺
（簡体字：断幺、読み：ダンヤオ/duàn yāo、英語名：All Simples）
么九牌を使わず、中張牌のみで構成された手。無字は複合しない。日本の断么九に相当する。
    
これは小于五と複合。
      
これは全大・七対と複合。全大ないし全小が七対かつ断幺と複合する場合、使用可能牌が6種類となるため四帰一は複合しない。

### 1点役

#### 一般高
（簡体字：一般高、読み：yī bān gāo/イーバンガオ、英語名：Pure Double Chow）
同色同数の順子2つを含む手。日本の一盃口に相当するが、鳴いていても良い。
      
これは一般高が2つに大于五・平和と複合。

#### 喜相逢
（簡体字：喜相逢、読み：xǐ xiāng féng/シーシャンフォン、英語名：Mixed Double Chow）
異色同数の順子2つを含む手。二色同順。
    
これは喜相逢が2つに平和・断幺・四帰一と複合。

#### 連六
（簡体字：连六、読み：lián liù/リェンリュー、英語名：Short Straight）
同色で連続した順子2つを含む手。
    
これは三色三歩高・平和・断幺と複合。

#### 老少副
（簡体字：老少副、読み：lǎo shǎo fù/ラオシャオフー、英語名：Two Terminal Chows）
同色の123と789の順子の両方を含む手。
    
この場合は全帯幺・平和の複合に加え、喜相逢2つ+老少副1つまたは喜相逢1つ+老少副2つとして扱う。

#### 幺九刻
（簡体字：幺九刻、読み：yāo jiŭ kè/ヤオヂューコ、英語名：Pung Of Terminals or Honors）
么九牌の刻子を含む手。老頭牌と客風牌の刻子に付く。
    
これは幺九刻が3つに碰碰和・双同刻・無字と複合。

#### 明槓
（簡体字：明杠、読み：míng gàng/ミンガン、英語名：Melded Kong）
明槓を含む手。初級ルールでも採用。

#### 缺一門
（簡体字：缺一门、読み：quē yī mén/チュエイーメン、英語名：One Voided Suit）
萬子、筒子、索子のうち1色を含まない手。字牌は含んでいてもよい。絶一門。初級ルールでも採用。
      
これは七対と複合。

#### 無字
（簡体字：无字、読み：wú zì/ウーヅ、英語名：No Honors）
字牌を含まない手。初級ルールでも採用。
    
これは組合龍と複合。

#### 辺張
（簡体字：边张、読み：biān zhāng/ビェンヂャン、英語名：Edge Wait）
辺張待ちで、待ちが一つである手。多面待ちには付かない。

#### 坎張
（簡体字：坎张、読み：kǎn zhāng/カンヂャン、英語名：Closed Wait）
嵌張待ちで、待ちが一つである手。多面待ちには付かない。

#### 単調将
（簡体字：单调将、読み：dān diào jiāng/ダンディャオヂャン、英語名：Single Wait）
四面子一雀頭の形の単騎待ちで、待ちが一つである手。多面待ちには付かない（当初は単釣将、2006年に役名変更）。
   他確定3面子
このような待ちの場合、辺張・単調将のどちらかを複合。
   他確定3面子
このような待ちの場合、坎張・単調将のどちらかを複合。

#### 自摸
（簡体字：自摸、読み：zì mō/ヅモ、英語名：Self Drawn）
ツモあがり。

#### 花牌
（簡体字：花牌、読み：huā pái/ホヮパイ、英語名：Flower Tiles）
花牌をツモった場合はそれを花（ホヮー）と発声し直ちに手牌の外に晒して嶺上牌をツモる。1枚ごとに1点。ただし、8点縛りには数えない。すなわち花牌を含めて8点でも、花牌以外の役の合計が8点に満たない場合はあがれない。初級ルールでも採用。

## 役と点数表
国際麻雀競技規則には、以下のような分類表が掲載されている。縦に役の種類、横に役の点数を表している。
| 系 ＼ 点数     | 系 ＼ 点数     | 88点                  | 64点                          | 48点          | 32点          | 24点                    | 16点                | 12点                | 08点                                          | 06点                | 04点                | 02点                        | 01点                              |
| -------------- | -------------- | --------------------- | ----------------------------- | ------------- | ------------- | ----------------------- | ------------------- | ------------------- | --------------------------------------------- | ------------------- | ------------------- | --------------------------- | --------------------------------- |
| 字牌系列       | 字牌系列       | 01.大四喜 02.大三元   | 09.小四喜 10.小三元 11.字一色 |               |               |                         |                     | 38.三風刻           |                                               | 54.双箭刻           |                     | 59.箭刻 60.圈風刻 61.門風刻 |                                   |
| 数牌系列       | 歩歩高類       |                       |                               |               | 16.一色四歩高 |                         | 30.一色三歩高       |                     |                                               | 51.三色三歩高       |                     | 63.平和                     |                                   |
| 数牌系列       | 同順類         |                       |                               | 14.一色四同順 |               | 23.一色三同順           |                     |                     | 41.三色三同順                                 |                     |                     |                             | 69.一般高 70.喜相逢               |
| 数牌系列       | 龍類           |                       |                               |               |               |                         | 28.清龍             | 35.組合龍           | 39.花龍                                       |                     |                     |                             | 71.連六                           |
| 数牌系列       | 老少類         |                       | 13.一色雙龍会                 |               |               |                         | 29.三色雙龍会       |                     |                                               |                     |                     |                             | 72.老少副                         |
| 刻子系列       | 刻子類         |                       | 08.清幺九 12.四暗刻           | 15.一色四節高 | 18.混幺九     | 21.全雙刻 24.一色三節高 | 32.三同刻 33.三暗刻 |                     | 42.三色三節高                                 | 49.碰碰和           |                     | 65.双同刻 66.双暗刻         | 73.幺九刻                         |
| 刻子系列       | 槓類           | 05.四槓               |                               |               | 17.三槓       |                         |                     |                     | 48.雙暗槓                                     |                     | 57.双明槓           | 67.暗槓                     | 74.明槓                           |
| 七対系列       | 七対系列       | 06.連七対             |                               |               |               | 19.七対                 |                     |                     |                                               |                     |                     |                             |                                   |
| 花色組合系列   | 花色組合系列   | 03.緑一色 04.九蓮宝燈 |                               |               |               | 24.清一色               |                     |                     |                                               | 50.混一色 52.五門斉 |                     |                             | 75.缺一門 76.無字                 |
| 全帯系列       | 全帯系列       |                       |                               |               |               | 25.全大 26.全中 27.全小 | 31.全帯五           | 36.大于五 37.小于五 |                                               |                     | 55.全帯幺           | 68.断幺                     |                                   |
| 不靠系列       | 不靠系列       |                       |                               |               |               | 20.七星不靠             |                     | 34.全不靠           |                                               |                     |                     |                             |                                   |
| アガリ方式系列 | アガリ方式系列 |                       |                               |               |               |                         |                     |                     | 44.妙手回春 45.海底撈月 46.槓上開花 47.搶槓和 | 53.全求人           | 56.不求人 58.和絶張 | 62.門前清                   | 77.辺張 78.坎張 79.単調将 80.自摸 |
| 特殊系列       | 特殊系列       | 07.十三幺             |                               |               |               |                         |                     |                     | 40.推不倒 43.無番和                           |                     |                     | 64.四帰一                   | 81.花牌                           |

凡例
- 字牌系列＝字牌の刻子または槓子、および対子。
- 数牌系列＝数牌の順子。
  - 歩歩高類＝並び順が1つまたは2つずれている順子、および順子の並び順に制限なし。
  - 同順類＝同じ並び順の順子。
  - 龍類＝123,456,789の順子、および147,258,369の特殊順子。
  - 老少類＝123,789の順子。
- 刻子系列＝刻子または槓子、および対子。
  - 刻子類＝刻子、および対子。
  - 槓類＝槓子。
- 七対系列＝七組の対子。
- 花色組合系列＝数牌と字牌で、数牌の色に制限あり。字牌はなくても良い。
- 全帯系列＝数牌と字牌で、数牌の数字の並び順に制限あり。字牌はなくても良い。
- 不靠系列＝147,258,369の三色特殊順子と字牌1枚ずつ。
- アガリ方式系列＝和了の方法。
- 特殊系列＝上記のどれにも属さない。

## 中国・日本麻雀の役比較
中国麻雀の役とそれに相当する日本麻雀の役を比較し、表にまとめる。
- 定義は中国麻雀に従う。日本麻雀との差異、および他役との複合の可否については上記参照。
- 中国で役名が太字になっているものは、初級ルールでも採用されている役。
- 日本で役名が (...) で囲まれたものはローカル役。その価値はルールによる差異が大きいのでこの表では省略する（各ローカル役の項目を参照）。
- 点数および飜数が太字のものは門前役、(...) で囲まれたものは喰い下がり役。※の付いたものは役ではないが符として評価されるもの。
- 中国式の '点' は点数。

| 番号 | 中国       | 中国 | 日本                       | 日本        | 定義 |
| 番号 | 役名       | 点   | 役名                       | 価値        | 定義 |
| ---- | ---------- | ---- | -------------------------- | ----------- | --- |
| 01   | 大四喜     | 88   | 大四喜                     | 役満        | 四風牌4種類の刻子（槓子含む）を揃えた手。旧:大四風会。                                                        |
| 02   | 大三元     | 88   | 大三元                     | 役満        | 三元牌3種類の刻子（槓子含む）を揃えた手。                                                                     |
| 03   | 緑一色     | 88   | 緑一色                     | 役満        | 二索・三索・四索・六索・八索・緑發のみで構成した手。                                                          |
| 04   | 九蓮宝燈   | 88   | 純正九連宝燈               | 役満        | 同色の数牌で、老頭牌（一・九）を3つずつ、中張牌（二～八）を1つずつ揃え、そのうちどれか1つを加えた手。         |
| 05   | 四槓       | 88   | 四槓子                     | 役満        | 4組の槓子を揃えた手。                                                                                         |
| 06   | 連七対     | 88   | (大数隣) (大車輪) (大竹林) | 9飜         | 一色の数牌で、数字が連続した7組の対子を揃えた手。                                                             |
| 07   | 十三幺     | 88   | 国士無双                   | 役満        | 么九牌のうち、12種類1つずつと、残り1種類の雀頭を揃えた手。                                                    |
| 08   | 清幺九     | 64   | 清老頭                     | 役満        | 老頭牌のみで4刻子1雀頭を揃えた手。                                                                            |
| 09   | 小四喜     | 64   | 小四喜                     | 役満        | 四風牌のうち、3種類の刻子（槓子含む）と、残り1種類の雀頭を揃えた手。旧:小四風会。                             |
| 10   | 小三元     | 64   | 小三元                     | 2飜         | 三元牌のうち、2種類の刻子（槓子含む）と、残り1種類の雀頭を揃えた手。                                          |
| 11   | 字一色     | 64   | 字一色                     | 役満        | 字牌のみで4刻子1雀頭を揃えた手。                                                                              |
| 12   | 四暗刻     | 64   | 四暗刻                     | 役満        | 4組の暗刻子（暗槓子含む）を揃えた手。                                                                         |
| 13   | 一色雙龍会 | 64   |                            | (9飜)       | 一色の数牌で、2組の老少副と、伍の雀頭を揃えた手。                                                             |
| 14   | 一色四同順 | 48   | (一色四順)                 |             | 一色の数牌で、数字が同じ並び順の4組の順子を揃えた手。                                                         |
| 15   | 一色四節高 | 48   | (四連刻)                   |             | 一色の数牌で、数字が1つずつずれた4組の刻子（槓子含む）を揃えた手。                                            |
| 16   | 一色四歩高 | 32   | (金門橋)                   |             | 一色の数牌で、数字が1つまたは2つずつずれた並び順の4組の順子を揃えた手。                                       |
| 17   | 三槓       | 32   | 三槓子                     | 2飜         | 槓子を3組揃えた手。                                                                                           |
| 18   | 混幺九     | 32   | 混老頭                     | 2飜         | 么九牌のみで4刻子1雀頭を揃えた手。                                                                            |
| 19   | 七対       | 24   | 七対子                     | 2飜         | 7組の対子を揃えた手。                                                                                         |
| 20   | 七星不靠   | 24   | (七星無靠)                 |             | 三色の数牌で、それぞれ一四七・二伍八・三六九の筋牌の中から7種類1つずつと、字牌7種類1つずつを揃えた手。        |
| 21   | 全雙刻     | 24   |                            | 3飜         | 数牌のうち、偶数牌のみで4刻子1雀頭を揃えた手。                                                                |
| 22   | 清一色     | 24   | 清一色                     | (6飜)       | 一色の数牌のみで構成した手。                                                                                  |
| 23   | 一色三同順 | 24   | (一色三順)                 |             | 一色の数牌で、数字が同じ並び順の3組の順子を揃えた手。                                                         |
| 24   | 一色三節高 | 24   | (三連刻)                   |             | 一色の数牌で、数字が1つずつずれた3組の刻子（槓子含む）を揃えた手。                                            |
| 25   | 全大       | 24   |                            |             | 数牌のうち、七八九のみで構成した手。                                                                          |
| 26   | 全中       | 24   |                            | 1飜         | 数牌のうち、四伍六のみで構成した手。                                                                          |
| 27   | 全小       | 24   |                            |             | 数牌のうち、一二三のみで構成した手。                                                                          |
| 28   | 清龍       | 16   | 一気通貫                   | (2飜)       | 一色の数牌で、一二三・四伍六・七八九の順子を揃えた手。                                                        |
| 29   | 三色雙龍会 | 16   | (鏡同和)                   |             | 二色の数牌で、2組の老少副と、残り一色の数牌で、伍の雀頭を加えた手。                                           |
| 30   | 一色三歩高 | 16   |                            |             | 一色の数牌で、数字が1つまたは2つずつずれた並び順の3組の順子を揃えた手。                                       |
| 31   | 全帯五     | 16   |                            | 1飜         | 4組の面子と雀頭に、数牌の伍を含めた手。                                                                       |
| 32   | 三同刻     | 16   | 三色同刻                   | 2飜         | 三色の数牌で、数字が同じ刻子（槓子含む）を揃えた手。                                                          |
| 33   | 三暗刻     | 16   | 三暗刻                     | 2飜         | 3組の暗刻子（暗槓子含む）を揃えた手。                                                                         |
| 34   | 全不靠     | 12   |                            |             | 三色の数牌で、それぞれ一四七・二伍八・三六九の筋牌9種類と、字牌7種類の中から、任意の14種類1つずつを揃えた手。 |
| 35   | 組合龍     | 12   |                            |             | 三色の数牌で、それぞれ一四七・二伍八・三六九の筋牌9種類1つずつを揃えた手。                                    |
| 36   | 大于五     | 12   |                            |             | 数牌のうち、六七八九のみで構成した手。                                                                        |
| 37   | 小于五     | 12   |                            |             | 数牌のうち、一二三四のみで構成した手。                                                                        |
| 38   | 三風刻     | 12   | (三風刻)                   |             | 四風牌のうち､3種類の刻子（槓子含む）を揃えた手。                                                              |
| 39   | 花龍       | 08   | (三色通貫)                 |             | 三色の数牌で、それぞれ一二三・四伍六・七八九の順子を揃えた手。                                                |
| 40   | 推不倒     | 08   |                            |             | 一筒・二筒・三筒・四筒・伍筒・八筒・九筒・二索・四索・伍索・六索・八索・九索・白板のみで構成した手。          |
| 41   | 三色三同順 | 08   | 三色同順                   | (2飜)       | 三色の数牌で、数字が同じ並び順の3組の順子を揃えた手。                                                         |
| 42   | 三色三節高 | 08   | (三色連刻)                 |             | 三色の数牌で、数字が1つずつずれた3組の刻子（槓子含む）を揃えた手。                                            |
| 43   | 無番和     | 08   |                            |             | 花牌を除く、他の役を一切含まない手。                                                                          |
| 44   | 妙手回春   | 08   | 海底摸月                   | 1飜         | 牌壁の最後の牌（海底牌）で自摸和了した手。                                                                    |
| 45   | 海底撈月   | 08   | 河底撈魚                   | 1飜         | 最後に打牌された牌（河底牌）で栄和了した手。                                                                  |
| 46   | 槓上開花   | 08   | 嶺上開花                   | 1飜         | 槓した時に補充する嶺上牌で自摸和了した手。                                                                    |
| 47   | 搶槓和     | 08   | 搶槓                       | 1飜         | 他家が小明槓（加槓）した牌で栄和了した手。                                                                    |
| 48   | 雙暗槓     | 08   | [ † 8 ]                    | 32符        | 暗槓子を2組揃えた手。旧:06点役。                                                                              |
| 49   | 碰碰和     | 06   | 対々和                     | 2飜         | 4組の刻子（槓子含む）を揃えた手。                                                                             |
| 50   | 混一色     | 06   | 混一色                     | (3飜)       | 一色の数牌と、字牌のみで構成した手。                                                                          |
| 51   | 三色三歩高 | 06   |                            |             | 三色の数牌で、数字が1つずつずれた3組の順子を揃えた手。                                                        |
| 52   | 五門斉     | 06   | (五門斉)                   |             | 三色の数牌と二種類の字牌をすべて使って構成した手。                                                            |
| 53   | 全求人     | 06   | (十二落抬)                 |             | 4組の面子を副露した状態で、栄和了した手。                                                                     |
| 54   | 双箭刻     | 06   | [ † 10 ]                   | 2飜         | 三元牌のうち､2種類の刻子（槓子含む）を揃えた手。                                                              |
| 55   | 全帯幺     | 04   | 純全帯么九 混全帯么九      | (3飜) (2飜) | 4組の面子と雀頭に么九牌を含んだ手。                                                                           |
| 56   | 不求人     | 04   | 門前清自摸和               | 1飜         | 副露していない状態で、自摸和了した手。                                                                        |
| 57   | 双明槓     | 04   | [ † 11 ]                   |             | 2組の明槓子、もしくは1組ずつの暗槓子と明槓子を揃えた手。                                                      |
| 58   | 和絶張     | 04   |                            |             | 卓上や河に同種牌が3枚ある状態で、4枚目の同種牌で和了した手。                                                  |
| 59   | 箭刻       | 02   | 役牌 (三元牌)              | 1飜         | 三元牌1種類の刻子（槓子含む）を揃えた手。                                                                     |
| 60   | 圈風刻     | 02   | 役牌 (圈風牌)              | 1飜         | 圈風と同じ四風牌の刻子（槓子含む）を揃えた手。                                                                |
| 61   | 門風刻     | 02   | 役牌 (門風牌)              | 1飜         | 自分の風と同じ四風牌の刻子（槓子含む）を揃えた手。                                                            |
| 62   | 門前清     | 02   | ※門前ロン加符              | 10符        | 副露していない状態で、栄和了した手。                                                                          |
| 63   | 平和       | 02   | 平和                       | 1飜         | 4組の順子と、数牌の雀頭を揃えた手。                                                                           |
| 64   | 四帰一     | 02   |                            |             | 槓子を除く、同種牌を4枚揃えた手。                                                                             |
| 65   | 双同刻     | 02   |                            |             | 二色の数牌で、数字が同じ2組の刻子（槓子含む）を揃えた手。                                                     |
| 66   | 双暗刻     | 02   | [ † 12 ]                   |             | 2組の暗刻子（暗槓子含む）を揃えた手。                                                                         |
| 67   | 暗槓       | 02   | ※暗槓の符                  | 16符        | 1組の暗槓子を揃えた手。                                                                                       |
| 68   | 断幺       | 02   | 断么九                     | 1飜         | 么九牌がない手。                                                                                              |
| 69   | 一般高     | 01   | 一盃口                     | 1飜         | 一色の数牌で、数字が同じ並び順の2組の順子を揃えた手。                                                         |
| 70   | 喜相逢     | 01   |                            |             | 二色の数牌で、数字が同じ並び順の2組の順子を揃えた手。                                                         |
| 71   | 連六       | 01   |                            |             | 一色の数牌で、数字が連続した2組の順子を揃えた手。                                                             |
| 72   | 老少副     | 01   |                            |             | 一色の数牌で、一二三・七八九の順子を揃えた手。                                                                |
| 73   | 幺九刻     | 01   | ※么九牌の刻子              | 符が2倍     | 么九牌の刻子（槓子含む）を1組揃えた手。                                                                       |
| 74   | 明槓       | 01   | ※明槓の符                  | 8符         | 1組の明槓子を揃えた手。                                                                                       |
| 75   | 缺一門     | 01   |                            |             | 一色の数牌がない手。                                                                                          |
| 76   | 無字       | 01   |                            |             | 字牌がない手。                                                                                                |
| 77   | 辺張       | 01   | ※辺張待ちの符              | 2符         | 辺張待ちで、待ちが一つである手。                                                                              |
| 78   | 坎張       | 01   | ※嵌張待ちの符              | 2符         | 嵌張待ちで、待ちが一つである手。                                                                              |
| 79   | 単調将     | 01   | ※単騎待ちの符              | 2符         | 単騎待ちで、待ちが一つである手。旧:単釣将。                                                                   |
| 80   | 自摸       | 01   | ※ツモ符                    | 2符         | 自摸和了した手。                                                                                              |
| 81   | 花牌       | 01   | (花牌の抜きドラ)           |             | 花牌を含む手。                                                                                                |

1. ↑  大数隣・大車輪・大竹林を採用しない場合、門前清一色・二盃口の9飜は確定する。
2. ↑  役牌（三元牌）2つ分を含め4飜。中国麻雀の小三元は双箭刻と複合しないので、その分の点数を含む
3. ↑  清一色・二盃口の飜数に当たるが、一色雙龍会に相当する独立した役はない。また副露がある場合は清一色の喰い下がりと二盃口の不成立で5飜しか確定しない。
4. ↑  対々和および七対子分を含め4飜。中国麻雀の混么九には碰碰和が複合しない(すでに含まれている扱いである)ため、その分の点数を含む。七対と複合した場合は、混么九と七対が複合する。
5. ↑  対々和・断么九の飜数に当たるが、全雙刻に相当する独立した役はない。
6. ↑  断么九の飜数に当たるが、全中に相当する独立した役はない。
7. ↑  断么九の飜数に当たるが、全帯五に相当する独立した役はない。
8. ↑  暗槓2つ分の符がつくが、雙暗槓に相当する独立した役や加符要素はない。
9. 1 2 3  中張牌。么九牌の場合は2倍の符が加算される。
10. ↑  役牌2つ分の2飜がつくが、双箭刻に相当する独立した役はない。
11. ↑  槓子2つ分の符がつくが、双明槓に相当する独立した役や加符要素はない。
12. ↑  暗刻2つ分の符がつくが、双暗刻に相当する独立した役や加符要素はない。

日本では符計算の要素となるが、中国麻雀では役にならないものは、中張牌暗刻（4符）、中張牌明刻（2符）、役牌雀頭（2符、連風牌はルールにより4符）である。

## その他
中国麻雀における聴牌には、日本麻雀にもある形式のほか、中国麻雀独特の特殊役に関する形式もある。具体的には次の通り。
- 日本麻雀にもあるもの
  - 四面子一雀頭
    - 両面・嵌張・辺張・双碰・単騎(中国麻雀ではこのうち嵌張・辺張・単騎の純粋な1面待ちは役になる)

  - 四面子一雀頭以外
    - 七対(七対子に相当)単騎・十三幺(国士無双に相当)1面・十三幺13面
- 中国麻雀独特のもの
  - 組合龍になる1面待ち・七星不靠及び全不靠になる3面待ち